# Mermești
Mermești – wieś w Rumunii, w okręgu Arad, w gminie Vârfurile. W 2011 roku liczyła 175 mieszkańców. 